# Oxyopes subjavanus
Oxyopes subjavanus là một loài nhện trong họ Oxyopidae.
Loài này thuộc chi Oxyopes. Oxyopes subjavanus được Embrik Strand miêu tả năm 1907.